# Carlos Filipe, Duque da Varmlândia
Carlos Filipe Edmundo Bertil (em sueco: Carl Philip Edmund Bertil; Estocolmo, 13 de maio de 1979) é o único filho e o segundo de três filhos do rei Carl XVI Gustaf e da rainha Silvia, e o quarto na linha de sucessão, depois de sua irmã mais velha, a princesa herdeira Victoria, sua sobrinha e afilhada, a princesa Estelle, e seu sobrinho, o príncipe Oscar. Ele mora com sua esposa, a princesa Sofia, e quatro filhos, o príncipe Alexander, Duque de Södermanland, o príncipe Gabriel, Duque de Dalarna, o príncipe Julian, Duque de Halland e a princesa Inês, Duquesa de Västerbotten, na Villa Solbacken em Djurgården, Estocolmo.  
Em 2008, o príncipe havia sido incluído na lista "Os 20 Mais Bonitos da Realeza" da revista Forbes, em nono lugar.

## Biografia
Carlos Filipe nasceu no Palácio Real de Estocolmo, sendo o segundo filho e primeiro varão do rei Carlos XVI Gustavo da Suécia e sua esposa, a rainha consorte Sílvia. 
Por parte de mãe, Carlos Filipe tem ascendência direta alemã e brasileira, sendo um neto da brasileira Alice Soares de Toledo da cidade de São Manuel no Estado de São Paulo; assim como neto do empresário alemão Walther Sommerlath.
Ele tem uma irmã maior, a princesa Vitória, Princesa Herdeira da Suécia, e também uma irmã menor, a princesa Madalena, Duquesa da Helsíngia e Gestrícia.
Em 1979, quando nasceu, automaticamente virou o príncipe herdeiro aparente, ficando à frente da sua irmã maior, a princesa Viktória, devido à preferência pelos varões (mesmo que mais novos) na até então linha de sucessão sueca, regida pela lei sálica. Porém, sete meses depois, Carlos perdeu a sua posição e foi ultrapassado por sua irmã maior, quando a Suécia adotou o princípio da primogenitura absoluta, dando direito automático ao primogênito do monarca, independente de ser homem ou mulher.

## Nomes e batizado
Batizado na Igreja do Palácio Real de Estocolmo, em 31 de agosto de 1979, em conformidade com a Igreja da Suécia. O seus padrinhos foram o príncipe Bertil, o príncipe Leopoldo da Baviera, a rainha Margarida II da Dinamarca e a princesa Brígida da Suécia. 

## Educação

### Primeira Educação
No outono de 1986, o príncipe Carlos Filipe foi matriculado na escola de Smedslättsskolan, em Bromma, um distrito de Estocolmo. Estudou em Ålstensskolan, também em Bromma, até 1992, quando foi para a escola secundária de Enskilda. No outono de 1994, o príncipe Carlos Filipe foi educado em Kent School, em Kent, Connecticut, Estados Unidos. Dois anos depois, continuou seus estudos em um programa de ciências no colégio interno de Lundsbergs.

### Ensino Superior
Graduou-se na primavera de 1999 e depois estudou Design Gráfico na Escola de Design de Rhode Island dos Estados Unidos, onde trabalhou em um projeto de design de identidade museu.
Em 2011, o príncipe terminou os seus estudos em Gestão Agrícola e Rural na Universidade Sueca de Ciências Agrícolas, localizada em Alnarp.

## Educação militar
O príncipe completou seus serviços militares no Batalhão Anfíbio no Regimento de Artilharia da Costa de Vaxholm como comandante de bote de combate no outono de 2000. Em dezembro de 2002, o príncipe foi promovido a aspirante a capitão e em 2004 a segundo tenente da Marinha Real Sueca. Em 2007 e 2008, ele foi para o Colégio da Defesa Nacional Sueca. Logo após o curso foi apontado como kapten na Marinha da Suécia (tenente).

## Deveres reais
Até outubro de 2019, o príncipe Carlos Filipe dividia os deveres reais oficiais com seu pai, o rei Carlos XVI Gustavo da Suécia, e a sua irmã mais velha, a princesa Vitória, Princesa Herdeira da Suécia. Ele participa com frequência de almoços ou jantares oficias que são promovidos principalmente pelo rei para visitantes de alto nível, assim como das festividades do aniversário do rei, a rainha-consorte e da princesa-herdeira sueca e de eventos como a comemorações do Dia Nacional da Suécia e o Prêmio Nobel, dando grande suporte ao seu pai e à princesa-herdeira, representando oficialmente o país até em visitas oficiais ao exterior.

### Mudanças na Casa Real de Bernadotte
No dia 07 de outubro de 2019, o rei Carlos XVI Gustavo da Suécia anunciou mudanças na Casa Real de Bernadotte, "para estabelecer quais membros da família real sueca atenderiam compromissos ligados à Chefia de Estado". No comunicado foi anunciado que Carlos Filipe e sua esposa Sofia passariam a atender uma agenda ligada apenas a organizações e fundações não-governamentais com as quais já estavam relacionados, e que só atenderiam deveres ligados à Chefia de Estado quando o rei solicitasse. No comunicado também foi anunciado que os filhos do casal perderiam o tratamento de "Sua Alteza Real", que não atenderiam compromissos oficiais no futuro e que não fariam mais parte da Casa Real de Bernadotte, apenas da família real sueca.

## Relacionamentos
O príncipe Carlos Filipe começou a namorar Emma Pernald em 1999, mas o casal terminou o relacionamento em 2009.
Em abril de 2010, o príncipe Carlos Filipe foi fotografado com a modelo Sofia Hellqvist. Em agosto de 2010, a porta-voz da corte real, Nina Eldh, confirmou a relação entre ele e Sofia durante uma Coletiva de Imprensa no palácio.
Sofia Hellqvist foi, aos 20 anos, protagonista de uma produção fotográfica para a revista masculina Slitz na qual apareceu seminua, enrolada numa cobra. Ela também havia vencido o reality show Hotel Paradise, uma espécie de Big Brother, tornando-se conhecida em toda Suécia. Depois da experiência televisiva, ela se mudou para os Estados Unidos para estudar ioga, mas se envolveu em outra carreira: a de atriz erótica, tendo trabalhado com a "Rainha da Pornografia" Jenna Jameson.

## Relação com Sofia Hellqvist

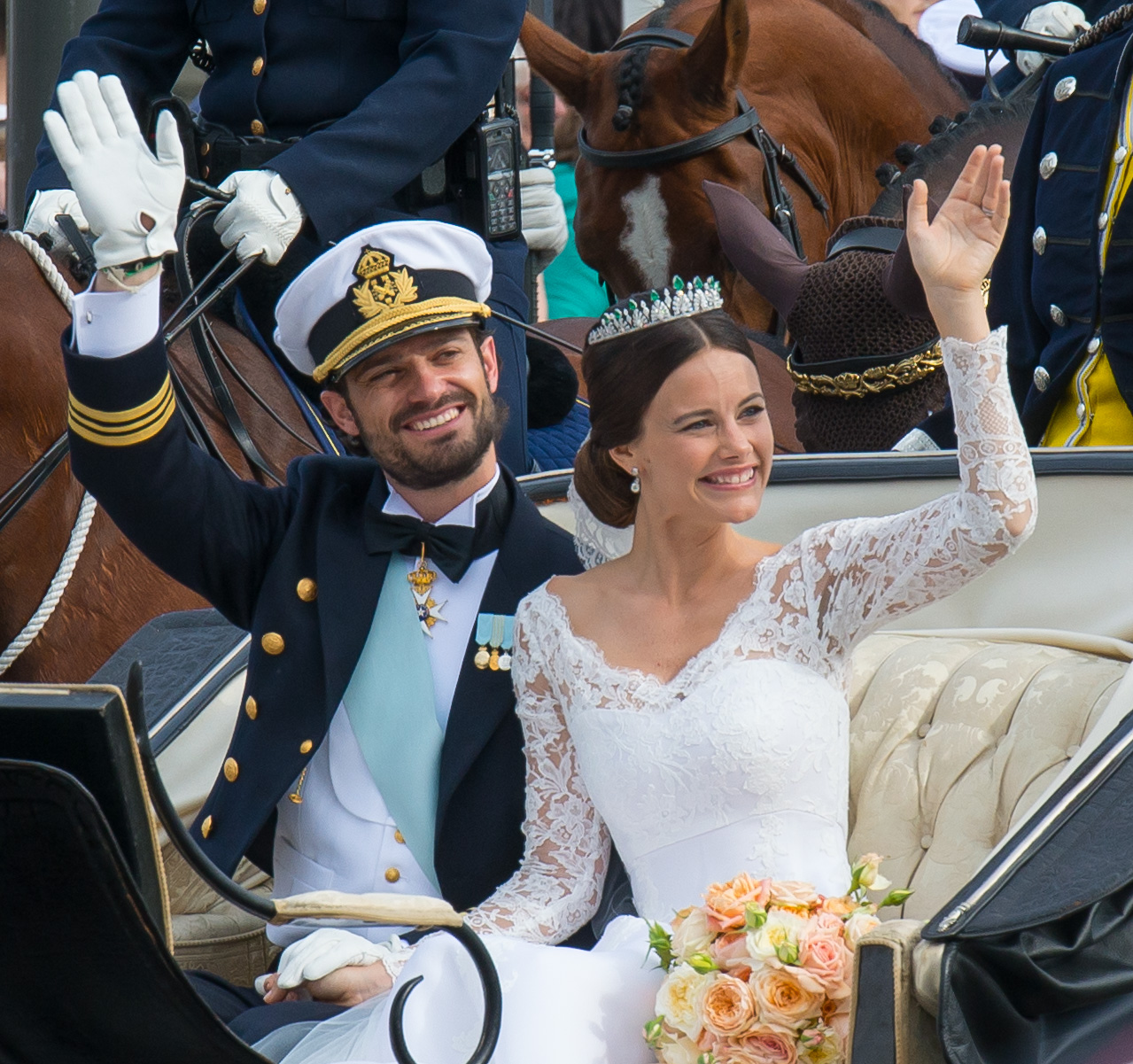
Carlos Filipe e Sofia após a cerimônia de casamento

### Namoro
Quando em 2010 o príncipe começou a namorar com Hellqvist, a relação inicialmente gerou polêmica devido ao passado de Sofia como celebridade e modelo, situação que  levou a família real sueca a ter alguma dificuldade em aceitar a mulher escolhida pelo príncipe. Ela, por seu lado, esforçou-se para dedicar-se a várias causas solidárias, dentre elas o Projeto Playground na África.
Assim, aos poucos, Sofia começou a participar de eventos importantes da família real sueca, como o casamento real da princesa Vitória, Princesa Herdeira da Suécia com Daniel Westling em 2010 e também o batizado da princesa Estelle, Duquesa da Gotalândia Oriental, em maio de 2012. "Fui muito bem recebida pela rainha", disse ela em uma entrevista em janeiro de 2015.

### Noivado e preparativos para o casamento
Em 27 de junho de 2014 a família real sueca anunciou oficialmente o noivado do príncipe com Sofia e o casamento foi, posteriormente, marcado para o dia 13 de junho de 2015.
O casal, que já vivia junto num apartamento na região de Djurgården em Estocolmo, começou as comemorações de sua boda no dia 12 de junho de 2015, com um jantar de gala que contou com a presença de vários membros da família real sueca e de outras famílias reais europeias, como as princesas Mette-Marit e Marta Luísa da Noruega.

### Casamento
A cerimônia religiosa aconteceu no  dia 13 de junho de 2015, na Capela do Palácio Real de Estocolmo. O casal teve como damas-de-honras a princesa Estelle, Duquesa da Gotalândia Oriental (sobrinha do noivo),  Anaïs Sommerlath (prima do noivo; filha de Patrick Sommerlath), Chloé Sommerlath (prima do noivo; filha de Patrick Sommerlath) e Tiara Larsson (afilhada de Sofia). 
Estiveram presentes ao casamento, além dos membros da família real da Suécia, as rainhas Margarida da Dinamarca, Sônia da Noruega e Mathilde da Bélgica; o príncipe herdeiro Haakon da Noruega e sua esposa Mette-Marit; a princesa Maria da Dinamarca, o príncipe Eduardo da Inglaterra e sua esposa Sophie; o príncipe Nicolau da Grécia e sua esposa Tatiana; e a princesa Takamado do Japão.

## Paternidade
Em 15 de outubro de 2015, a família real sueca anunciou que o príncipe e sua esposa esperavam o primeiro filho. "Estamos tão felizes", dizia o casal no anúncio oficial. No dia 19 de abril de 2016, Sofia deu à luz às 18h25, no hospital de Danderyd, localizado em Estocolmo. O menino nasceu com 3,595 Kg e medindo 49 cm. Em 21 de abril, dois dias após o nascimento, foi anunciado o nome do bebê: Alexandre Érico Humberto Bertil.
Em março de 2017, a Casa Real Sueca anunciou oficialmente que o casal esperava o segundo filho. Ele nasceu em 31 de agosto de 2017, pesando 3,400kg e medindo 49cm, no mesmo hospital. No dia 04 de setembro de 2017, foi anunciado oficialmente o nome do bebê: Gabriel Carlos Walter. 
Em 11 de dezembro de 2020, o casal anunciou oficialmente que estava esperando o terceiro filho. O bebê, outro menino, nasceu em 26 de março de 2021, pesando 3,32kg, no mesmo hospital onde nasceram seus irmãos maiores. No dia 28 de março de 2021 foi anunciado oficialmente o nome do bebê: Juliano Herberto Folke.
Em 2 de setembro de 2024, o casal anunciou que estava esperando seu quarto filho, que nasceria em fevereiro seguinte. No dia 07 de fevereiro de 2025, às 13h10, no Hospital Danderyd, Sofia deu à luz uma menina que pesou 3,645 kg e mediu 49cm. Seu nome foi revelado no dia 10 de fevereiro, Inês Maria Lilian Sílvia. 

## Saúde
Em 26 de novembro de 2020, foi confirmado pelo Palácio Real de Estocolmo que Carlos Filipe e Sofia, Duquesa da Varmlândia, tinham testado positivo para covid-19. Foi informado também que o casal já estava em isolamento social e realizando com o tratamento médico.

## Títulos, honras e brasão

### Títulos e estilos
- 13 de maio de 1979 – 31 de dezembro de 1979: "Sua Alteza Real, Príncipe Carlos Filipe, Príncipe Herdeiro da Suécia, Duque da Varmlândia"
- 01 de janeiro de 1980 – presente: "Sua Alteza Real, Príncipe Carlos Filipe da Suécia, Duque da Varmlândia"

### Honras
- Cavaleiro da Ordem Real do Serafim (RoK av KMO)
- Cavaleiro Comandante da Ordem Real da Estrela Polar (KNO2kl)
- Cavaleiro Grande Comandante da Ordem Real de Carlos XIII (RCXIII:sO)
- Medalha do Mérito de Uplândia
- Medalha de Serviço das Forças Armadas
- Medalha da Paz do Exército Sueco
- Medalha do 50º Aniversário do rei Carlos XVI Gustavo
- Medalha de Casamento da princesa herdeira Vitória com Daniel Westling
- Medalha do Jubileu de Rubi do rei Carlos XVI Gustavo

- Grã-Cruz da Ordem do Mérito da República Federal da Alemanha
- Grã-Cruz da Ordem de Rio Branco
- Grã-Cruz da Ordem da Cruz da Terra Mariana
- Grã-Cruz da Ordem da Rosa Branca da Finlândia
- Grã-Cruz da Ordem de Honra
- Cavaleiro Grande Cordão da Ordem da Estrela da Jordânia
- Grão-Oficial da Ordem das Três Estrelas
- Cavaleiro da Grande Cruz da Ordem de Adolfo de Nassau
- Comandante da Ordem de Lealdade à Coroa da Malásia
- Cavaleiro da Grande Cruz da Ordem Real de Santo Olavo
- Grande Cruz da Ordem do Serviço Fiel
- Grão-Oficial da Ordem do Mérito

### Brasão
| Brasão de Carlos Filipe. | Monograma real de Carlos Filipe. |